# Champillon
Champillon is een gemeente in het Franse departement Marne (regio Grand Est) en telt 516 inwoners (2004). De plaats maakt deel uit van het arrondissement Épernay.

## Geografie
De oppervlakte van Champillon bedraagt 1,5 km², de bevolkingsdichtheid is 344,0 inwoners per km².
De onderstaande kaart toont de ligging van Champillon met de belangrijkste infrastructuur en aangrenzende gemeenten.

## Demografie
Onderstaande figuur toont het verloop van het inwonertal (bron: INSEE-tellingen).